# Cúp bóng đá châu Phi 2004
Cúp bóng đá châu Phi 2004 là Cúp bóng đá châu Phi lần thứ 24, được tổ chức tại Tunisia. Vòng chung kết có 16 đội, chia 4 bảng 4 đội. Chủ nhà Tunisia lần đầu tiên vô địch sau khi thắng Maroc 2–1 ở trận chung kết.

## Vòng loại
Vòng loại của giải diễn ra từ 6 tháng 9 năm 2002 đến 6 tháng 7 năm 2003. Khác với những giải trước, giải này không có vòng sơ loại. Do đó vòng loại chia ra nhiều bảng hơn gồm 49 đội chia làm 13 bảng để chọn lấy 13 đội đầu bảng và đội thứ nhì có thành tích tốt nhất vào vòng chung kết cùng đương kim vô địch Cameroon và chủ nhà Tunisia.

## Địa điểm
| Sân vận động 7 tháng 11          | Sân vận động El Menzah   | Sân vận động Olympic Sousse |
| Sức chứa: 60.000                 | Sức chứa: 45.000         | Sức chứa: 28.000            |
|                                  |                          |                             |
| Monastir                         | Sfax                     | Bizerte                     |
| Sân vận động Mustapha Ben Jannet | Sân vận động Taïeb Mhiri | Sân vận động 15 tháng 10    |
| Sức chứa: 22.000                 | Sức chứa: 22.000         | Sức chứa: 20.000            |
|                                  |                          |                             |

## Vòng chung kết
Vòng chung kết của giải diễn ra trong 3 tuần từ 24 tháng 1 đến 14 tháng 2 năm 2004, tại 6 sân vận động của 6 thành phố ở Tunisia: thủ đô Tunis, Bizerte, Monastir, Radès, Sfax và Sousse.

### Các đội tham dự

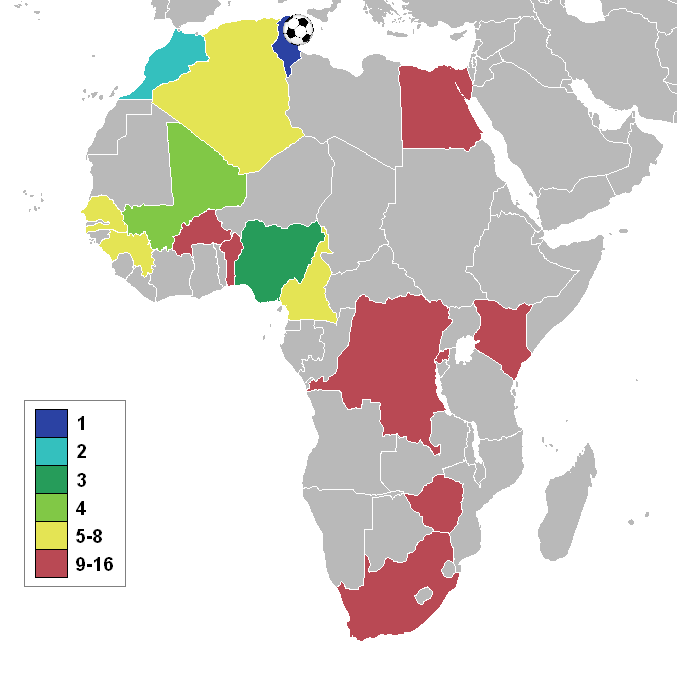
Các quốc gia tham dự vòng chung kết

| - Algérie - Bénin - Burkina Faso - Cameroon (đương kim vô địch) - CHDC Congo - Ai Cập - Guinée - Kenya | - Mali - Maroc - Nigeria - Rwanda - Sénégal - Nam Phi - Tunisia (chủ nhà) - Zimbabwe |

## Vòng bảng

### Bảng A
| Đội tuyển  | Số trận | Thắng | Hòa | Thua | Bàn thắng | Bàn thua | Hiệu số | Điểm |
| ---------- | ------- | ----- | --- | ---- | --------- | -------- | ------- | ---- |
| Tunisia    | 3       | 2     | 1   | 0    | 6         | 2        | +4      | 7    |
| Guinée     | 3       | 1     | 2   | 0    | 4         | 3        | +1      | 5    |
| Rwanda     | 3       | 1     | 1   | 1    | 3         | 3        | 0       | 4    |
| CHDC Congo | 3       | 0     | 0   | 3    | 1         | 6        | −5      | 0    |

| Tunisia                 | 2–1 | Rwanda       |
| ----------------------- | --- | ------------ |
| Jaziri 27' · Santos 57' |     | Ntaganda 41' |

| CHDC Congo | 1–2 | Guinée                        |
| ---------- | --- | ----------------------------- |
| Masudi 35' |     | T. Camara 68' · Feindouno 81' |

| Rwanda           | 1–1 | Guinée        |
| ---------------- | --- | ------------- |
| K. Kamanzi 90+3' |     | T. Camara 49' |

| Tunisia                      | 3–0 | CHDC Congo |
| ---------------------------- | --- | ---------- |
| Santos 55', 87' · Braham 65' |     |            |

| Tunisia        | 1–1 | Guinée        |
| -------------- | --- | ------------- |
| Ben Achour 58' |     | T. Camara 84' |

| Rwanda     | 1–0 | CHDC Congo |
| ---------- | --- | ---------- |
| Makasi 74' |     |            |

### Bảng B
| Đội tuyển    | Số trận | Thắng | Hòa | Thua | Bàn thắng | Bàn thua | Hiệu số | Điểm |
| ------------ | ------- | ----- | --- | ---- | --------- | -------- | ------- | ---- |
| Mali         | 3       | 2     | 1   | 0    | 7         | 3        | +4      | 7    |
| Sénégal      | 3       | 1     | 2   | 0    | 4         | 1        | +3      | 5    |
| Kenya        | 3       | 1     | 0   | 2    | 4         | 6        | −2      | 3    |
| Burkina Faso | 3       | 0     | 1   | 2    | 1         | 6        | −5      | 1    |

| Kenya      | 1–3 | Mali                           |
| ---------- | --- | ------------------------------ |
| Rashid 58' |     | Sissoko 28' · Kanouté 63', 81' |

| Sénégal | 0–0 | Burkina Faso |
| ------- | --- | ------------ |
|         |     |              |

| Sénégal                        | 3–0 | Kenya |
| ------------------------------ | --- | ----- |
| Niang 4', 31' · P. B. Diop 19' |     |       |

| Burkina Faso  | 1–3 | Mali                                        |
| ------------- | --- | ------------------------------------------- |
| Minoungou 50' |     | Kanouté 34' · Diarra 37' · S. Coulibaly 78' |

| Sénégal    | 1–1 | Mali          |
| ---------- | --- | ------------- |
| Beye 45+2' |     | D. Traoré 34' |

| Burkina Faso | 0–3 | Kenya                             |
| ------------ | --- | --------------------------------- |
|              |     | Ake 51' · Oliech 64' · Baraza 83' |

### Bảng C
| Đội tuyển | Số trận | Thắng | Hòa | Thua | Bàn thắng | Bàn thua | Hiệu số | Điểm |
| --------- | ------- | ----- | --- | ---- | --------- | -------- | ------- | ---- |
| Cameroon  | 3       | 1     | 2   | 0    | 6         | 4        | +2      | 5    |
| Algérie   | 3       | 1     | 1   | 1    | 4         | 4        | 0       | 4    |
| Ai Cập    | 3       | 1     | 1   | 1    | 3         | 3        | 0       | 4    |
| Zimbabwe  | 3       | 1     | 0   | 2    | 6         | 8        | −2      | 3    |

| Zimbabwe      | 1–2 | Ai Cập                           |
| ------------- | --- | -------------------------------- |
| P. Ndlovu 46' |     | T. Abdel Hamid 58' · Barakat 63' |

| Cameroon   | 1–1 | Algérie    |
| ---------- | --- | ---------- |
| M'Boma 43' |     | Zafour 52' |

| Cameroon                               | 5–3 | Zimbabwe                                 |
| -------------------------------------- | --- | ---------------------------------------- |
| M'Boma 31', 44', 65' · M'Bami 40', 67' |     | P. Ndlovu 8', 47' (ph.đ.) · Nyandoro 89' |

| Algérie                  | 2–1 | Ai Cập    |
| ------------------------ | --- | --------- |
| Mamouni 13' · Achiou 86' |     | Belal 25' |

| Cameroon | 0–0 | Ai Cập |
| -------- | --- | ------ |
|          |     |        |

| Algérie    | 1–2 | Zimbabwe                    |
| ---------- | --- | --------------------------- |
| Achiou 73' |     | A. Ndlovu 65' · Lupahla 71' |

### Bảng D
| Đội tuyển | Số trận | Thắng | Hòa | Thua | Bàn thắng | Bàn thua | Hiệu số | Điểm |
| --------- | ------- | ----- | --- | ---- | --------- | -------- | ------- | ---- |
| Maroc     | 3       | 2     | 1   | 0    | 6         | 1        | +5      | 7    |
| Nigeria   | 3       | 2     | 0   | 1    | 6         | 2        | +4      | 6    |
| Nam Phi   | 3       | 1     | 1   | 1    | 3         | 5        | −2      | 4    |
| Bénin     | 3       | 0     | 0   | 3    | 1         | 8        | −7      | 0    |

| Nigeria | 0–1 | Maroc     |
| ------- | --- | --------- |
|         |     | Hadji 77' |

| Nam Phi           | 2–0 | Bénin |
| ----------------- | --- | ----- |
| Nomvethe 58', 76' |     |       |

| Nigeria                                            | 4–0 | Nam Phi |
| -------------------------------------------------- | --- | ------- |
| Yobo 4' · Okocha 64' (ph.đ.) · Odemwingie 81', 83' |     |         |

| Maroc                                                      | 4–0 | Bénin |
| ---------------------------------------------------------- | --- | ----- |
| Chamakh 17' · Mokhtari 73' · Ouaddou 75' · El Karkouri 80' |     |       |

| Maroc             | 1–1 | Nam Phi  |
| ----------------- | --- | -------- |
| Safri 38' (ph.đ.) |     | Mayo 29' |

| Nigeria               | 2–1 | Bénin         |
| --------------------- | --- | ------------- |
| Lawal 35' · Utaka 76' |     | Latoundji 90' |

### Vòng đấu loại trực tiếp
|  | Tứ kết              | Tứ kết             |                      |       | Bán kết       | Bán kết       |  |  | Chung kết | Chung kết |
|  |                     |                    |                      |       |               |               |  |  |           |           |
|  | 7 tháng 3– Radès    |                    |                      |       |               |               |  |  |           |           |
|  |                     |                    |                      |       |               |               |  |  |           |           |
|  | Tunisia             | 1                  |                      |       |               |               |  |  |           |           |
|  | Tunisia             | 1                  | 11 tháng 3– Radès    |       |               |               |  |  |           |           |
|  | Sénégal             | 0                  |                      |       |               |               |  |  |           |           |
|  | Sénégal             | 0                  | Tunisia (pen.)       | 1 (5) |               |               |  |  |           |           |
|  | 8 tháng 3– Monastir |                    | Tunisia (pen.)       | 1 (5) |               |               |  |  |           |           |
|  |                     | Nigeria            | 1 (3)                |       |               |               |  |  |           |           |
|  | Cameroon            | Nigeria            | 1 (3)                | 1     |               |               |  |  |           |           |
|  | Cameroon            |                    | 14 tháng 3– Radès    | 1     |               |               |  |  |           |           |
|  | Nigeria             | 2                  |                      |       |               |               |  |  |           |           |
|  | Nigeria             | 2                  | Tunisia              | 2     |               |               |  |  |           |           |
|  | 8 tháng 3– Sfax     |                    | Tunisia              | 2     |               |               |  |  |           |           |
|  |                     | Maroc              | 1                    |       |               |               |  |  |           |           |
|  | Maroc (h.p.)        | Maroc              | 1                    | 3     |               |               |  |  |           |           |
|  | Maroc (h.p.)        | 11 tháng 3– Sousse |                      | 3     |               |               |  |  |           |           |
|  | Algérie             | 1                  |                      |       |               |               |  |  |           |           |
|  | Algérie             | 1                  | Maroc                | 4     |               |               |  |  |           |           |
|  | 7 tháng 3– Tunis    |                    | Maroc                | 4     |               |               |  |  |           |           |
|  |                     | Mali               | 0                    |       | Tranh hạng ba | Tranh hạng ba |  |  |           |           |
|  | Mali                | Mali               | 0                    | 2     | Tranh hạng ba | Tranh hạng ba |  |  |           |           |
|  | Mali                |                    | 13 tháng 3– Monastir | 2     |               |               |  |  |           |           |
|  | Guinée              | 1                  |                      |       |               |               |  |  |           |           |
|  | Guinée              | 1                  | Nigeria              | 2     |               |               |  |  |           |           |
|  |                     |                    |                      |       |               |               |  |  |           |           |
|  | Mali                | 1                  |                      |       |               |               |  |  |           |           |
|  | Mali                | 1                  |                      |       |               |               |  |  |           |           |

### Tứ kết
| Mali                     | 2–1 | Guinée        |
| ------------------------ | --- | ------------- |
| Kanouté 45' · Diarra 90' |     | Feindouno 15' |

| Tunisia   | 1–0 | Sénégal |
| --------- | --- | ------- |
| Mnari 65' |     |         |

| Cameroon  | 1–2 | Nigeria                |
| --------- | --- | ---------------------- |
| Eto'o 42' |     | Okocha 45' · Utaka 73' |

| Maroc                                 | 3–1 (h.p.) | Algérie     |
| ------------------------------------- | ---------- | ----------- |
| Chamakh 90' · Hadji 113' · Zairi 120' |            | Cherrad 84' |

### Bán kết
| Tunisia                                         | 1–1 (h.p.) | Nigeria                           |
| ----------------------------------------------- | ---------- | --------------------------------- |
| Badra 82'                                       |            | Okocha 67'                        |
| Loạt sút luân lưu                               |            |                                   |
| Badra · Santos · Mhedhebi · Ben Achour · Haggui | 5–3        | Utaka · Odemwingie · Yobo · Udeze |

| Maroc                                      | 4–0 | Mali |
| ------------------------------------------ | --- | ---- |
| Mokhtari 44', 58' · Hadji 80' · Baha 90+1' |     |      |

### Tranh hạng ba
| Nigeria                     | 2–1 | Mali       |
| --------------------------- | --- | ---------- |
| Okocha 16' · Odemwingie 52' |     | Abouta 70' |

### Chung kết
| Tunisia                | 2–1 | Maroc        |
| ---------------------- | --- | ------------ |
| Santos 5' · Jaziri 52' |     | Mokhtari 38' |

| Vô địch Cúp bóng đá châu Phi 2004 Tunisia Lần thứ nhất |

## Danh sách cầu thủ ghi bàn
4 bàn
| - Patrick M'Boma - Frédéric Kanouté | - Jay-Jay Okocha - Francileudo Santos | - Youssef Mokhtari |

3 bàn
| - Aboubacar Titi Camara - Youssouf Hadji | - Osaze Odemwingie | - Peter Ndlovu |

2 bàn
| - Hocine Achiou - Modeste M'Bami - Mahamadou Diarra | - Marouane Chamakh - John Utaka - Mamadou Niang | - Siyabonga Nomvete - Ziad Jaziri - Pascal Feindouno |

1 bàn
| - Abdelmalek Cherrad - Mamar Mamouni - Brahim Zafour - Moussa Latoundji - Dieudonné Minoungou - Samuel Eto'o - Alain Masudi - Tamer Abdel Hamid - Mohamed Barakat - Ahmed Belal - Mohamed Rashid - John Braza - Emmanuel Ake | - Dennis Oliech - Sedonoude Abouta - Soumaïla Coulibaly - Mohamed Sissoko - Dramane Traoré - Nabil Baha - Talal El Karkouri - Abdeslam Ouaddou - Youssef Safri - Jawad Zairi - Garba Lawal - Joseph Yobo - Joao Henriette Elias | - Karim Kamanzi - Saïd Abed Makasi - Habib Beye - Papa Bouba Diop - Patrick Mayo - Khaled Badra - Selim Ben Achour - Najeh Braham - Jawhar Mnari - Joel Lupahla - Adam Ndlovu - Esrom Nyandoro |

phản lưới nhà
- Anicet Adjamossi (trong trận gặp  Maroc)

## Đội hình tiêu biểu
Thủ môn
- Vincent Enyeama

Hậu vệ
- Hoalid Regragui
- Khaled Badra
- Abdeslam Ouaddou
- Timothée Atouba

Tiền vệ
- Karim Ziani
- Riadh Bouazizi
- Jay-Jay Okocha
- John Utaka

Tiền đạo
- Frédéric Kanouté
- Youssef Hadji